# Verre à cocktail
Un verre à cocktail est un verre à pied de forme conique posé grâce à un pied sur une base en verre. Ce verre est principalement utilisé pour servir des cocktails. Sa forme découle du fait que les cocktails sont souvent servis froids avec un composant odorant. Ainsi le pied permet de tenir le verre sans être affecté par le froid de la boisson et la largeur du verre permet de le placer directement sous le nez du buveur assurant que l'élément odorant fasse son effet.
Un verre à cocktail standard a une contenance de 13,3 cl et fait partie de la famille des coupes.

## Variations
Il existe des verres à cocktail de plus grandes contenances, de 17,5 cl jusqu'à 35 cl.

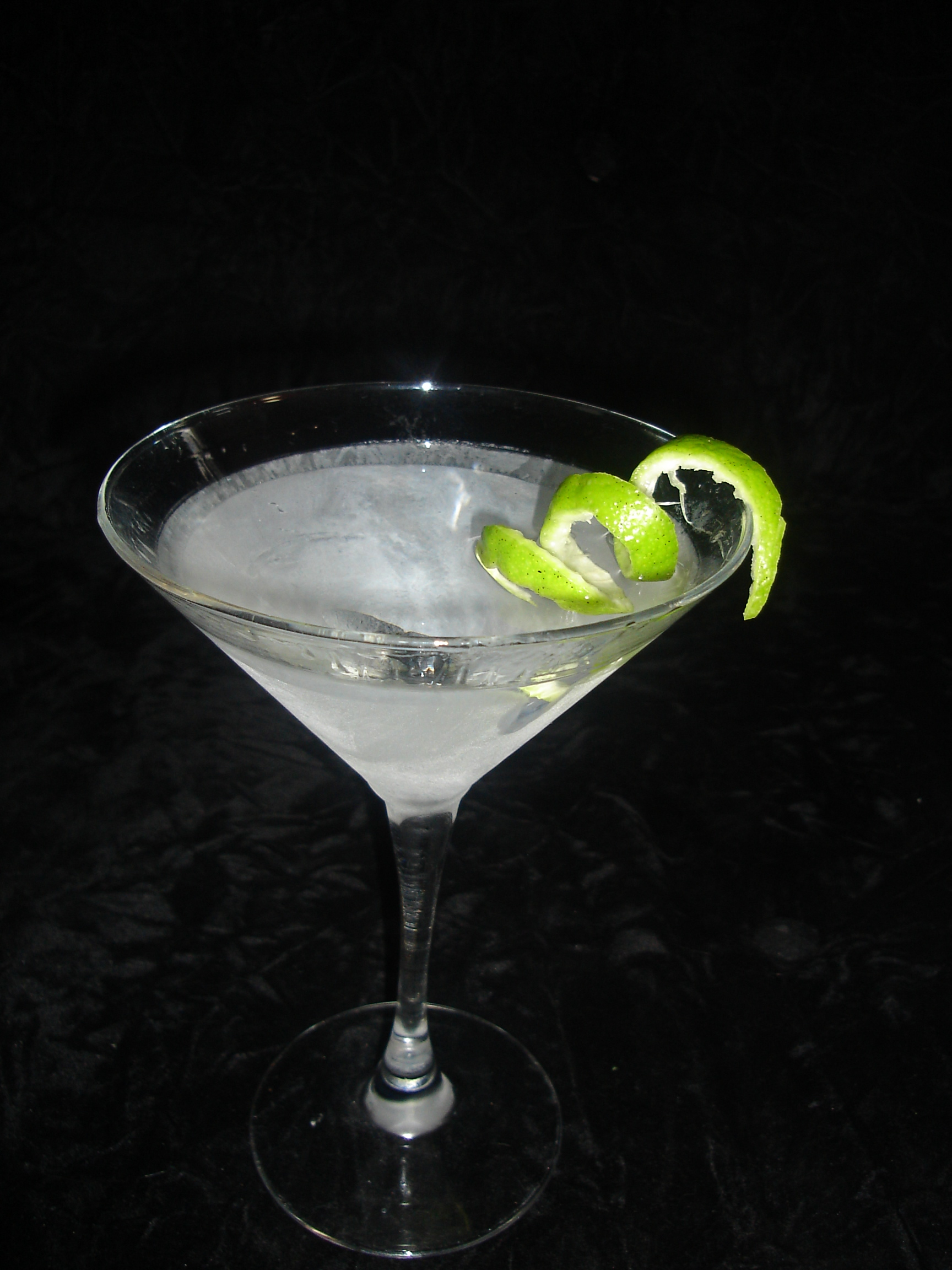
Cocktail Martini
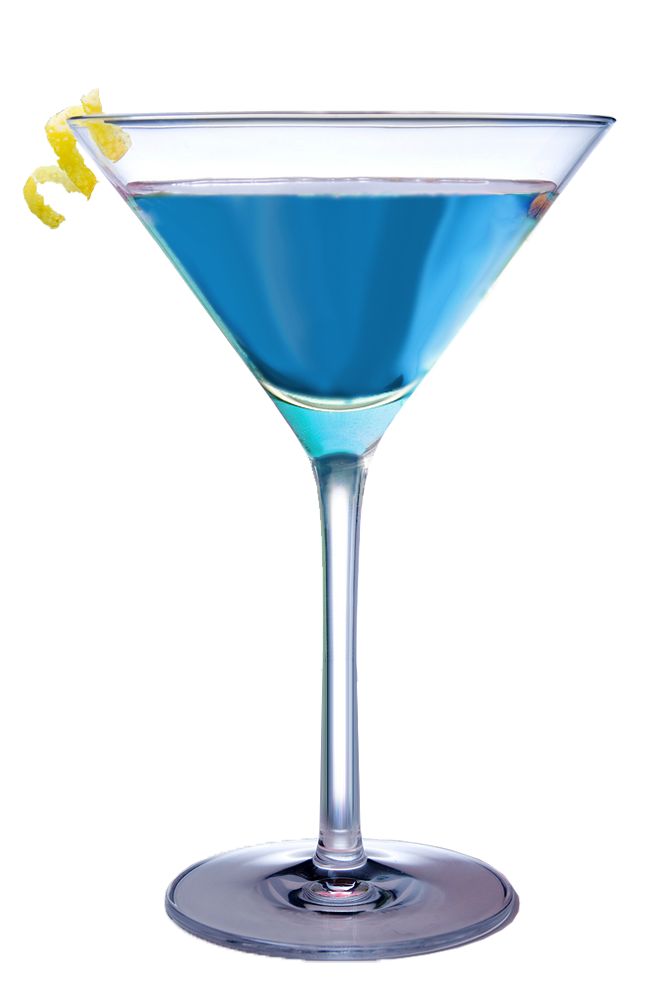
Verre d'Ange bleu.